# Походзіло Сергій Миколайович
Сергій Миколайович Походзіло (нар. 22 жовтня, 1960, Кривий Ріг, УРСР) — радянський футболіст, захисник. Провів понад 300 офіційних матчів, а більшу частину кар'єри гравця провів у криворізькому «Кривбасі» та чернівецькій «Буковині».

## Життєпис
Вихованець криворізького «Кривбасу», перший тренер — Володимир Яшник. В 1978 році дебютував у другій союзній лізі в складі того ж «Кривбасу». У 1981 році був запрошений до «Дніпра» (Могильов), в складі якого провів два сезони. Разом із командою здобув путівку до першої ліги СРСР, завоювавши чемпіонство в одній із зон другої ліги та вигравши фінальний турнір. Проте дебютувати у першій союзній лізі йому не вдалось, оскільки Сергій повернувся до рідного міста та  на декілька років закріпився в основному складі рідної команди.
Після чого був запрошений до клубу вищої союзної ліги: «Дніпро» (Дніпропетровськ), де виступав за команду дублерів. В 1987 році перейшов до чернівецької «Буковини», кольори якої захищав до завершення сезону 1989 року. У 1988 та 1989 році став з чернівецькою командою переможцем та срібним призером чемпіонату УРСР, а у футболці чернівецького клубу зіграв 138 матчів та відзначився 4-а голами.
У 2018 році у складі ветеранів ФК «Буковини» взяв участь у матчі проти національної збірної України серед ветеранів, гра відбувалася у рамках святкування Дня міста, 60-річчя чернівецької «Буковини» та в підтримку українських воїнів у зоні АТО.

## Досягнення
«Дніпро» (Могильов)
- Друга ліга СРСР
  -  Переможець (1): 1982
  -  Срібний призер (1): 1981

«Буковина» (Чернівці)
- Чемпіонат УРСР
  -  Чемпіон (1): 1988
  -  Срібний призер (1): 1989